# Guitar Heaven ... The Greatest Guitar Classics of All Time
Guitar Heaven: The Greatest Guitar Classics of All Time (el cielo de la guitarra: los mejores clásicos de la guitarra de todos los tiempos), conocido simplemente como Guitar Heaven, es el álbum de estudio número 21 álbum de Santana, lanzado el 21 de septiembre de 2010. Es un álbum de covers de rock clásico y cuenta con la participación de grandes artistas invitados, que incluyen entre ellos a India.Arie, Joe Cocker, Chris Cornell de Soundgarden, Scott Stapp de Creed, Scott Weiland de Stone Temple Pilots, Chris Daughtry de Daughtry, Jacoby Shaddix de Papa Roach, Chester Bennington de Linkin Park, Rob Thomas, y el rapero Nas.

## Sencillos
El primer sencillo del álbum fue un cover de la canción "While My Guitar Gently Weeps" de The Beatles, el cual contó con la participación de India.Arie y Yo-Yo Ma lo cual le ha restado popularidad en la radio. El más reciente sencillo del álbum es un cover de Def Leppard, "Photograph" con la participación de Chris Daughtry que alcanzó la posición número 14 en el US Bubbling Under Hot 100.

## Canciones
1. "Whole Lotta Love" (John Bonham/Willie Dixon/John Paul Jones/Jimmy Page/Robert Plant) - 3:51
(con Chris Cornell).
2. "Can't You Hear Me Knocking" (Mick Jagger/Keith Richards) - 5:38
(con Scott Weiland
3. "Sunshine of Your Love" (Pete Brown/Jack Bruce/Eric Clapton) - 4:43
(con Rob Thomas)
4. "While My Guitar Gently Weeps" (George Harrison) - 6:02
(con India.Arie y Yo-Yo Ma).
5. "Photograph" (Steve Clark/Joe Elliott/Robert John "Mutt" Lange/Rick Savage/Pete Willis) - 4:03
(con Chris Daughtry).
6. "Back In Black" (Brian Johnson/Angus Young/Malcolm Young) - 4:20
(con Nas).
7. "Riders on the Storm" (John Densmore/Robbie Krieger/Ray Manzarek/Jim Morrison) - 5:23
(con Chester Bennington y Ray Manzarek).
8. "Smoke On The Water" (Ritchie Blackmore/Ian Gillan/Roger Glover/Jon Lord/Ian Paice) - 5:06
(con Jacoby Shaddix).
9. "Dance The Night Away" (Michael Anthony/David Lee Roth/Alex Van Halen/Eddie Van Halen) - 3:23
(con Pat Monahan).
10. "Bang A Gong" (Marc Feld) - 3:41 
(con Gavin Rossdale).
11. "Little Wing" (Jimi Hendrix) - 4:52
(con Joe Cocker).
12. "I Ain't Superstitious" (Willie Dixon) - 3:56
(con Johnny Lang).

## Integrantes
- Carlos Santana: guitarra principal
- Dennis Chambers: batería
- Benny Rietveld: bajo
- Karl Perazzo: timbales
- Tommy Anthony: guitarra rítmica
- Freddie Ravel: teclados
- Andy Vargas: coros
- Raul Rekow: congas
- Bill Ortiz: trompeta
- Jeff Cressman: trombón
- Matt Serletic: sintetizadores y programación
- Robyn Troup: coros
- Joel Shearer: guitarra rítmica
- Sherree Brown: coros
- Ray Manzarek: órgano en "Riders on the Storm"

## Producción
- Producido por Carlos Santana y Clive Davis
- Tracks producidos por Matt Serletic y Howard Benson

## Listas de popularidad
| Lista                    | Posición más alta |
| ------------------------ | ----------------- |
| European Top 100 Albums  | 4                 |
| German Albums Chart      | 10                |
| Hungarian Albums Chart   | 2                 |
| ARIA Charts (Australia)  | 5                 |
| New Zealand Albums Chart | 2                 |
| OLiS (Poland)            | 1                 |
| UK Albums Chart          | 15                |
| Norwegian Albums Chart   | 18                |
| Dutch Albums Chart       | 24                |
| Irish Albums Chart       | 29                |
| Swedish Albums Chart     | 17                |
| U.S. Billboard 200       | 5                 |
| Canadian Albums Chart    | 3                 |